# Islom
Islommen (Gavia immer) er en fugl i lomslægten. Den har en længde på 70–90 cm og en vægt på 3-4,5 kg. Dens vingefangs længde er 118-142 cm. Den kan leve i op til 20 år. Dens fjerdragt er sort, grå og hvid. Fuglen lever i Nordamerika, Grønland og i det vestlige Europa. Fuglen ses også i Danmark på træk, men sjældent, især i maj langs Vestkysten. Den er regnet som en truet art på den danske rødliste 2019.  I Minnesota er fuglen delstatsfugl.